# Irlapodu, Kanakapura
Irlapodu là một làng thuộc tehsil Kanakapura, huyện Ramanagara, bang Karnataka, Ấn Độ.